# World Games 1997/Tanzen
Bei den World Games 1997 in Lahti fanden im Tanzen zwei Wettbewerbe statt.

## Ergebnisse

### Latein
| Platz | Nation    | Namen                                   |
| ----- | --------- | --------------------------------------- |
| 1     | Dänemark  | Steen Lund / Mie Bach                   |
| 2     | Slowenien | Andrej Škufca / Katarina Venturini      |
| 3     | Italien   | Stefano Di Filippo / Annalia Di Filippo |

### Standard
| Platz | Nation         | Namen                                 |
| ----- | -------------- | ------------------------------------- |
| 1     | Großbritannien | Christopher Hawkins / Hazel Newberry  |
| 2     | Italien        | William Pino / Alessandra Bucciarelli |
| 3     | Deutschland    | Stefan Ossenkop / Pia David           |